# Gershom ben Judah
Gershom ben Judah, detto il Luminare dell'Esilio (Metz, 960 – 1040), è stato un rabbino tedesco.
Docente a Magonza, fu uno dei primi commentatori del Talmud in età medievale.